# Ordre de magnitud
Un ordre de magnitud és la classe d'escala o magnitud de qualsevol quantitat, on cada classe conté valors en una proporció fixa respecte a la classe anterior. La relació de proporció més utilitzada és 10. Per exemple, es diu que dos nombres difereixen en 3 ordres de magnitud si un és 1000 vegades més gran que l'altre. L'ús més estès per descriure els ordres de magnitud és mitjançant la notació científica i les potències de deu.
Una forma de classificar els objectes del món físic és per la seva mida.
A la taula següent les diferents quantitats s'han posat de manera que quedin a la mateixa línia.
| Temps           | Longitud | Àrea              | Volum                      | Massa                      | Energia                     | Temperatura              |
| --------------- | -------- | ----------------- | -------------------------- | -------------------------- | --------------------------- | ------------------------ |
| (segon)         | (metre)  | (metre quadrat)   | (metre cúbic)              | (kilogram)                 | (joule)                     | (kelvin)                 |
| 10-44 s         | 10-35 m  |                   |                            |                            |                             |                          |
| ...             |          |                   |                            |                            |                             |                          |
| 10-28 s         | 100 zm   |                   |                            |                            |                             |                          |
| 10-27 s         | 1 am     |                   |                            |                            |                             | 1 nK                     |
| 10-26 s         | 10 am    |                   |                            |                            | 1 peV                       | 1 µK                     |
| 10-25 s         | 100 am   |                   |                            |                            |                             | 1 mK                     |
| 10-24 s         | 1 fm     |                   |                            |                            | 0,001 meV 0,01 meV 0,1 meV  | 1 K                      |
| 10-23 s         | 10 fm    |                   |                            |                            | 1 meV 10 meV 100 meV        | 10 K 100 K 1000 K        |
| 10-22 s         | 100 fm   | 10-28 m²          |                            |                            | 1 eV 10 eV 100 eV           | 10.000 K 100.000 K 10⁶ K |
| 10-21 s         | 1 pm     |                   |                            | 10-33 kg 10-32 kg 10-31 kg | 1000 eV 104 eV 10⁵ eV       | 10⁹ K                    |
| 10-20 s         | 10 pm    |                   |                            | 10-30 kg 10-29 kg 10-28 kg | 1 MeV 10 MeV 100 MeV        | 10⁹ K                    |
| 10-20 s         | 10 pm    |                   |                            | 10-30 kg 10-29 kg 10-28 kg | 1 MeV 10 MeV 100 MeV        | 1012 K                   |
| 10-19 s         | 100 pm   | 10-20 m² 10-19 m² |                            | 10-27 kg 10-26 kg 10-25 kg | 1 GeV 10 GeV 100 GeV        | 1015 K                   |
| 10-18 s         | 1 nm     | 10-18 m² 10-17 m² |                            | 10-24 kg 10-23 kg 10-22 kg | 1 TeV 10 TeV 100 TeV        | 1018 K                   |
| 10-17 s         | 10 nm    | 10-16 m² 10-15 m² |                            | 10-21 kg 10-20 kg 10-19 kg | 0,0001 J 0,001 J 0,01 J     | 1021 K                   |
| 10-16 s         | 100 nm   | 10-14 m² 10-13 m² | 10-21 m³ 10-20 m³ 10-19 m³ | 10-18 kg 10-17 kg 10-16 kg | 0,1 J 1 J 10 J              | 1024 K                   |
| 1 fs            | 1 μm     | 10-12 m² 10-11 m² | 10-18 m³ 10-17 m³ 10-16 m³ | 10-15 kg 10-14 kg 10-13 kg | 100 J 1000 J 10000 J        | 1027 K                   |
| 10 fs           | 10 μm    | 10-10 m² 10-9 m²  | 10-15 m³ 10-14 m³ 10-13 m³ | 10-12 kg 10-11 kg 10-10 kg | 100000 J 0,001 kWh 0,01 kWh | 10³⁰ K                   |
| 100 fs          | 100 μm   | 10-8 m² 10-7 m²   | 10-12 m³ 10-11 m³ 10-10 m³ | 10-9 kg 10-8 kg 10-7 kg    | 0,1 kWh 1 kWh 10 kWh        |                          |
| 1 ps            | 1 mm     | 10-6 m² 10-5 m²   | 10-9 m³ 10-8 m³ 10-7 m³    | 10-6 kg 10-5 kg 10-4 kg    | 100 kWh 1000 kWh 10000 kWh  |                          |
| 10 ps           | 1 cm     | 1 cm² 10 cm²      | 1 ml 10 ml 100 ml          | 1 g 10 g 100 g             | 100000 kWh 1 TWh 10 TWh     |                          |
| 100 ps          | 10 cm    | 0,01 m² 0,1 m²    | 1 l 10 l 100 l             | 1 kg 10 kg 100 kg          | 100 TWh 1000 TWh 10000 TWh  |                          |
| 1 ns            | 1 m      | 1 m² 10 m²        | 1 m³ 10 m³ 100 m³          | 1 t 10 t 100 t             | 100000 TWh 10⁶ TWh 107 TWh  |                          |
| 10 ns           | 10 m     | 100 m² 1.000 m²   | 1.000 m³ 10.000 m³ 10⁵ m³  | 10⁶ kg 107 kg 108 kg       | 108 TWh 10⁹ TWh             |                          |
| 100 ns          | 100 m    | 1 ha 10 ha        | 10⁶ m³ 107 m³ 108 m³       | 10⁹ kg 10¹⁰ kg 1011 kg     | 1012 TWh                    |                          |
| 1 μs            | 1 km     | 1 km² 10 km²      | 1 km³ 10 km³ 100 km³       | 1012 kg 1013 kg 10¹⁴ kg    | 1015 TWh                    |                          |
| 10 μs           | 10 km    | 108 m² 10⁹ m²     | 1012 m³                    | 1015 kg 10¹⁶ kg 1017 kg    | 1018 TWh                    |                          |
| 100 μs          | 100 km   | 10¹⁰ m² 1011 m²   | 1015 m³                    | 1018 kg 1019 kg 1020 kg    | 1021 TWh                    |                          |
| 1 ms            | 1000 km  | 1012 m² 1013 m²   | 1018 m³                    | 1021 kg 1022 kg 1023 kg    | 1024 TWh                    |                          |
| 10 ms           | 104 km   | 10¹⁴ m² 1015 m²   | 1021 m³                    | 1024 kg                    | 1027 TWh                    |                          |
| 100 ms          | 10⁵ km   | 10¹⁶ m² 1017 m²   | 1024 m³                    | 1027 kg                    | 10³⁰ TWh                    |                          |
| 1 s             | 10⁶ km   | 1018 m² 1019 m²   | 1027 m³                    | 10³⁰ kg                    | 1033 TWh                    |                          |
| 10 s            | 107 km   | 1020 m² 1021 m²   |                            | 1033 kg                    | 1036 TWh                    |                          |
| 100 s           | 1 UA     |                   |                            | 1036 kg                    | 1039 TWh                    |                          |
| 1 h             | 10 UA    |                   |                            | 1039 kg                    | 1042 TWh                    |                          |
| 10 h            | 100 UA   |                   |                            | 1042 kg                    | 1045 TWh                    |                          |
| 1 dia           | 1000 UA  |                   |                            | 1045 kg                    | 1048 TWh                    |                          |
| 10 dies         | 104 UA   |                   |                            | 1048 kg                    | 1051 TWh                    |                          |
| 1 any           | 1 AL     |                   |                            | 1051 kg                    | 1054 TWh                    |                          |
| 10 anys         | 10 AL    |                   |                            |                            |                             |                          |
| 100 anys        | 100 AL   |                   |                            |                            |                             |                          |
| 1000 anys       | 1000 AL  |                   |                            |                            |                             |                          |
| 104 anys        | 104 AL   |                   |                            |                            |                             |                          |
| 10⁵ anys        | 10⁵ AL   |                   |                            |                            |                             |                          |
| 10⁶ anys        | 10⁶ AL   |                   |                            |                            |                             |                          |
| 107 anys        | 107 AL   |                   |                            |                            |                             |                          |
| 108 anys        | 108 AL   |                   |                            |                            |                             |                          |
| 10⁹ anys        | 10⁹ AL   |                   |                            |                            |                             |                          |
| 10¹⁰ anys       | 10¹⁰ AL  |                   |                            |                            |                             |                          |
| 1011 anys       |          |                   |                            |                            |                             |                          |
| 1012 anys i més |          |                   |                            |                            |                             |                          |